# Upucerthia albigula
La bandurrita de Arica (Upucerthia albigula), también denominada bandurrilla o bandurrille de Arica (en Chile) o bandurrita de garganta blanca (en Perú), es una especie de ave paseriforme perteneciente al género Upucerthia  de la familia Furnariidae. Es nativa de la pendiente occidental de los Andes del centro oeste de América del Sur.

## Distribución y hábitat

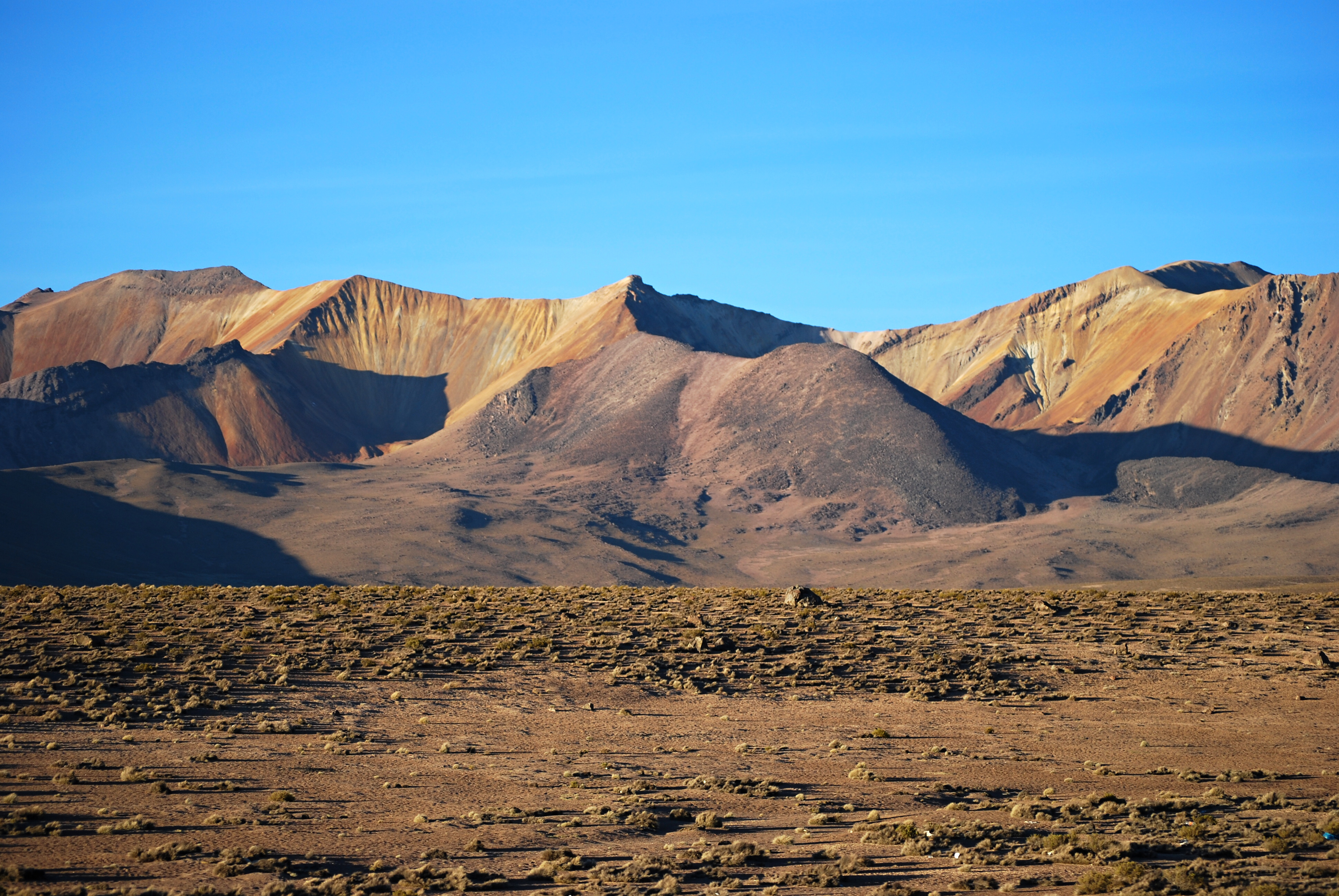
Matorrales andinos, ejemplo de hábitat de la especie, en Putre, Chile.

Se distribuye por la pendiente occidental de los Andes desde el suroeste de Perú (hacia el sur desde Ayacucho; tal vez desde más al norte, ya que una población reproductiva fue registrada recientemente en Lima) y norte de Chile (norte de Tarapacá).
Esta especie es considerada poco común y local en su hábitat natural, las laderas andinas con matorrales dispersos y las quebradas áridas, entre los 2500 y los 4000 m de altitud.

## Sistemática

### Descripción original
La especie U. albigula fue descrita por primera vez por el ornitólogo austríaco Carl Edward Hellmayr en 1932 bajo el mismo nombre científico; su localidad tipo es: « Putre, 11600 pies [c. 3530 m], Tarapacá, Chile».

### Etimología
El nombre genérico femenino «Upucerthia» resulta de una combinación de los géneros del Viejo Mundo Upupa (las abubillas) y Certhia (los agateadores), principalmente en referencia al formato del pico; y el nombre de la especie «albigula», proviene del latín «albus»: blanco y «gula»: garganta; significando «de garganta blanca.

### Taxonomía
Aunque las similitudes de plumaje sugieren un parentesco cercano con Upucerthia validirostris, los análisis evolucionarios indican que es más próxima a U. dumetaria. Es monotípica.